# James Earle Fraser

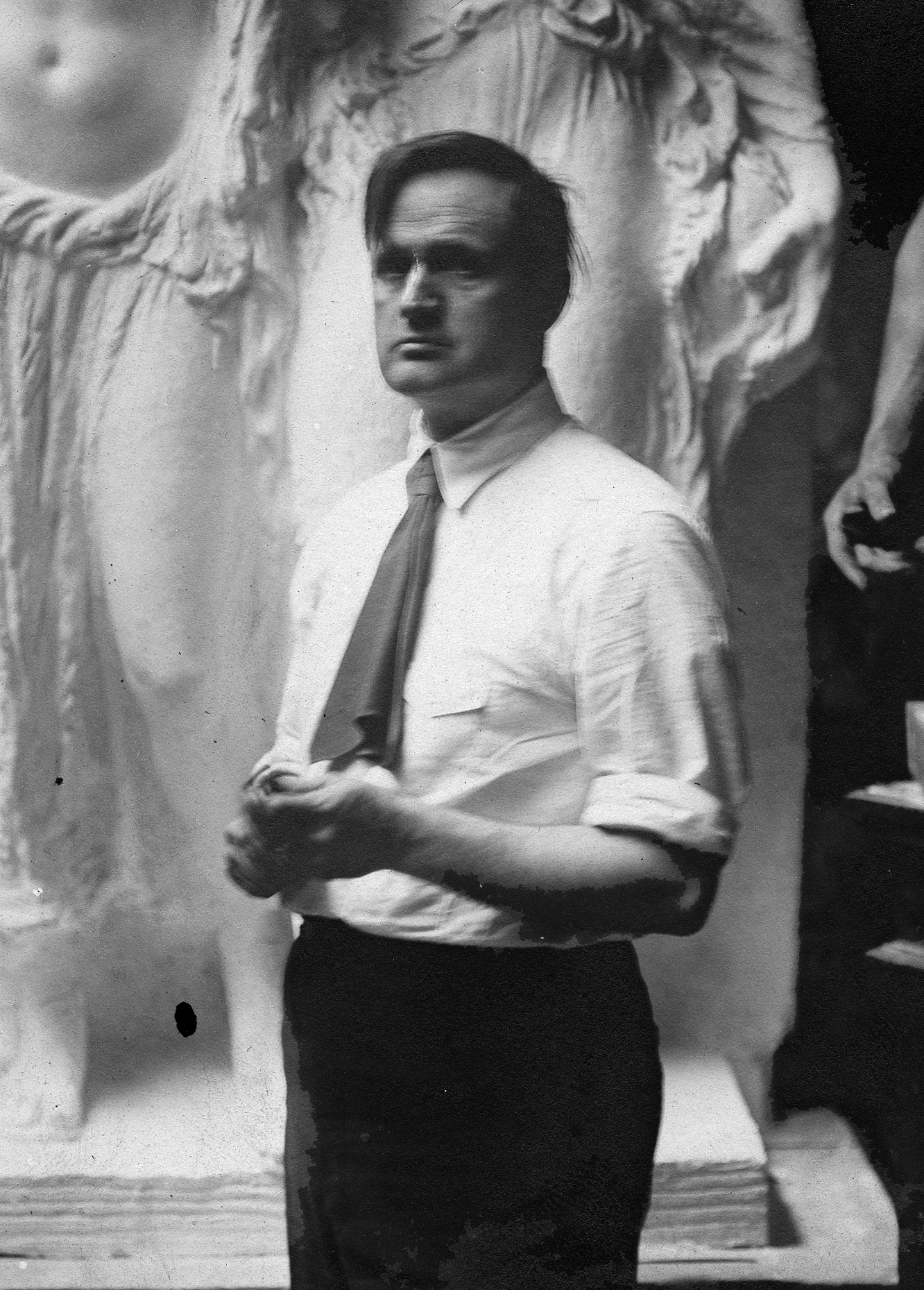
James Earle Fraser

James Earle Fraser, född 4 november 1876 i Winona i Minnesota i USA, död 11 oktober 1935, var en amerikansk skulptör.
James Earle Fraser var trogen efterföljare till sina lärare Augustus Saint-Gaudens i Chicago och Alexandre Falguière i Paris. Han har utförde en stor mängd porträttbyster av representativ typ samt nationalistiska amerikanska monument. Bland hans verk märks en indianhövdingstaty från 1904 och grupperna Upptäckare och Pionjärer, alla i Chicago. I Washington D.C. har Fraser utfört ett John Ericsson-monument samt en byst av president Theodore Roosevelt.

## Bildgalleri

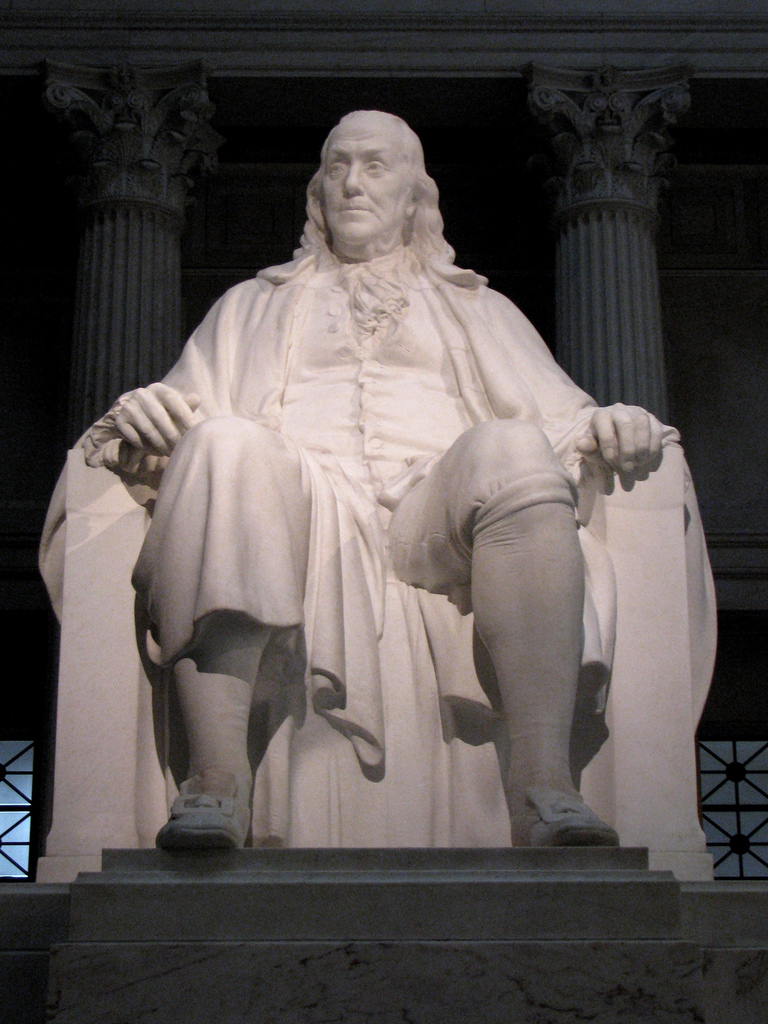
Benjamin Franklin Memorial i Philadelphia
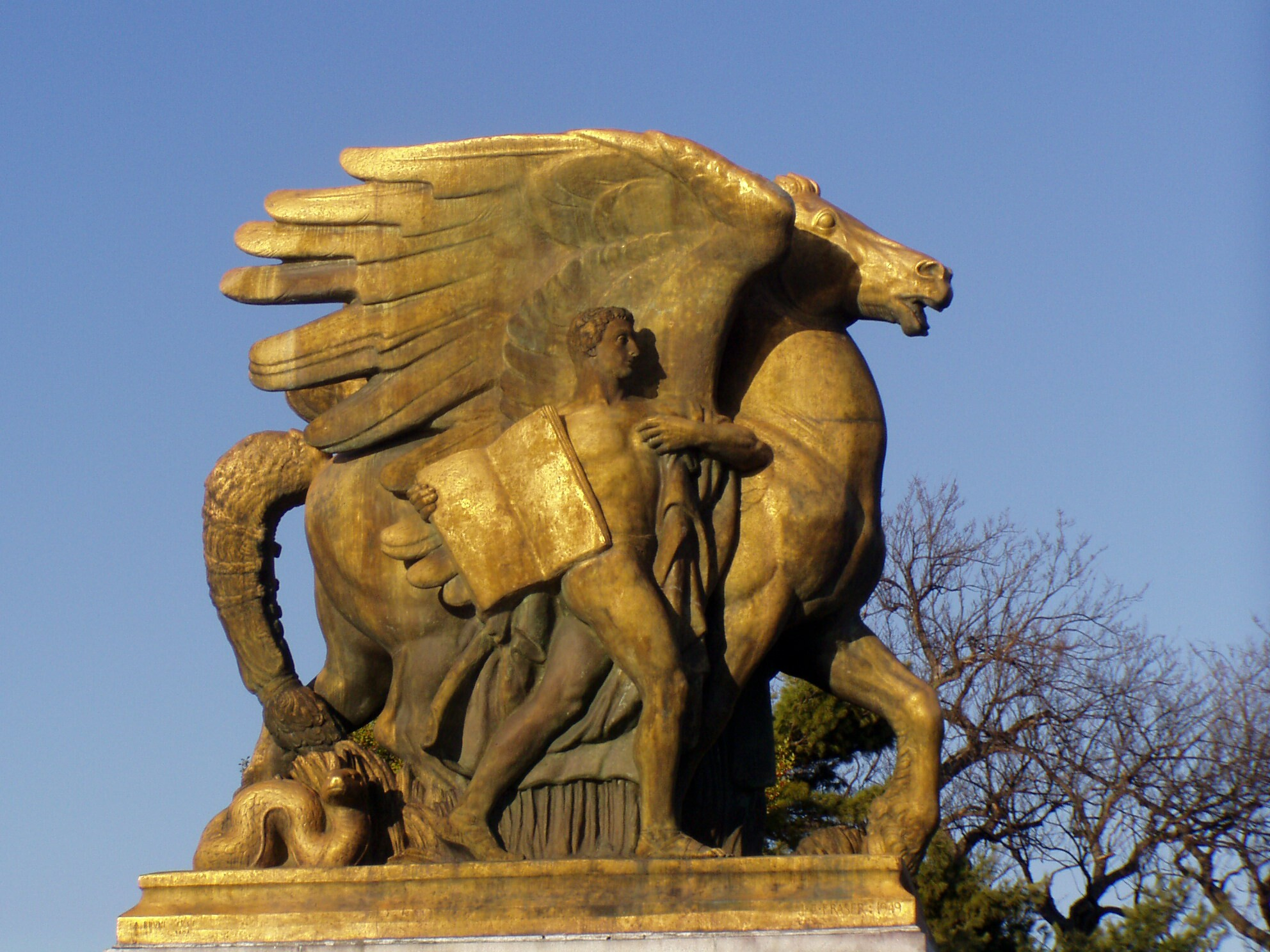
Aspiration & Literature i Washington D.C.
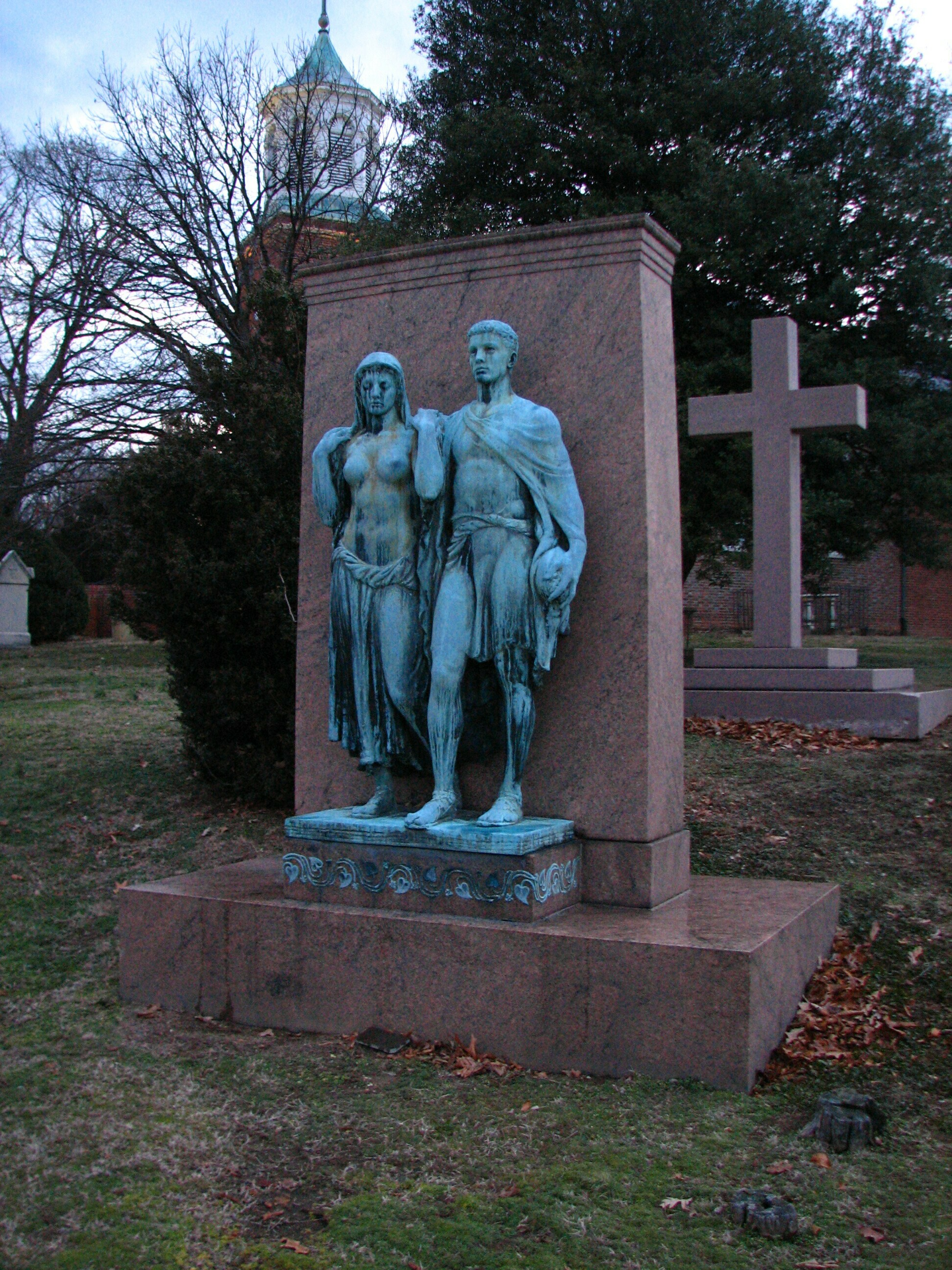
Frederick Keep Monument,  Rock Creek Cemetery i Washington D.C.
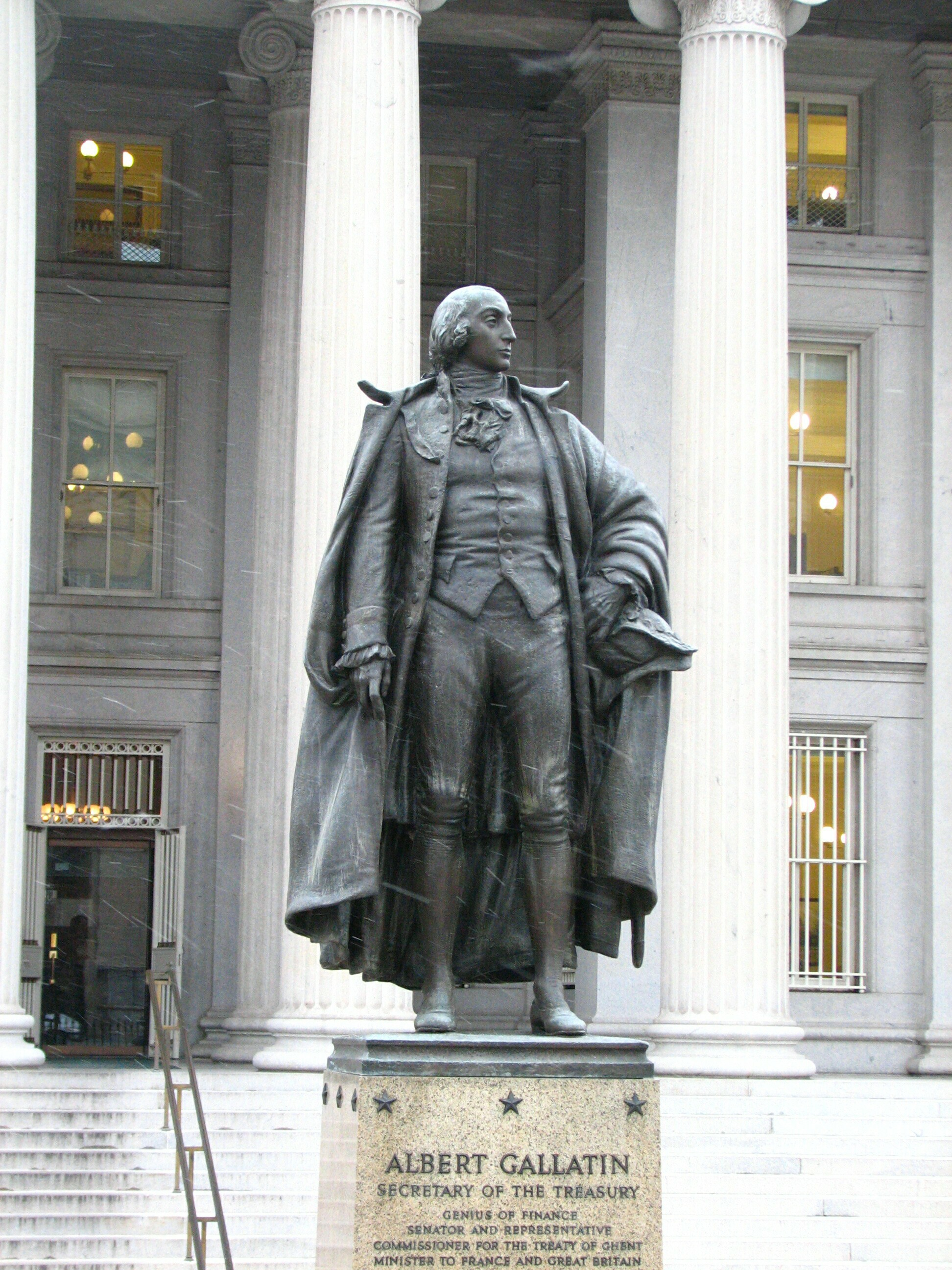
Albert Gallatin monument, finansdepartementet i Washington D.C.
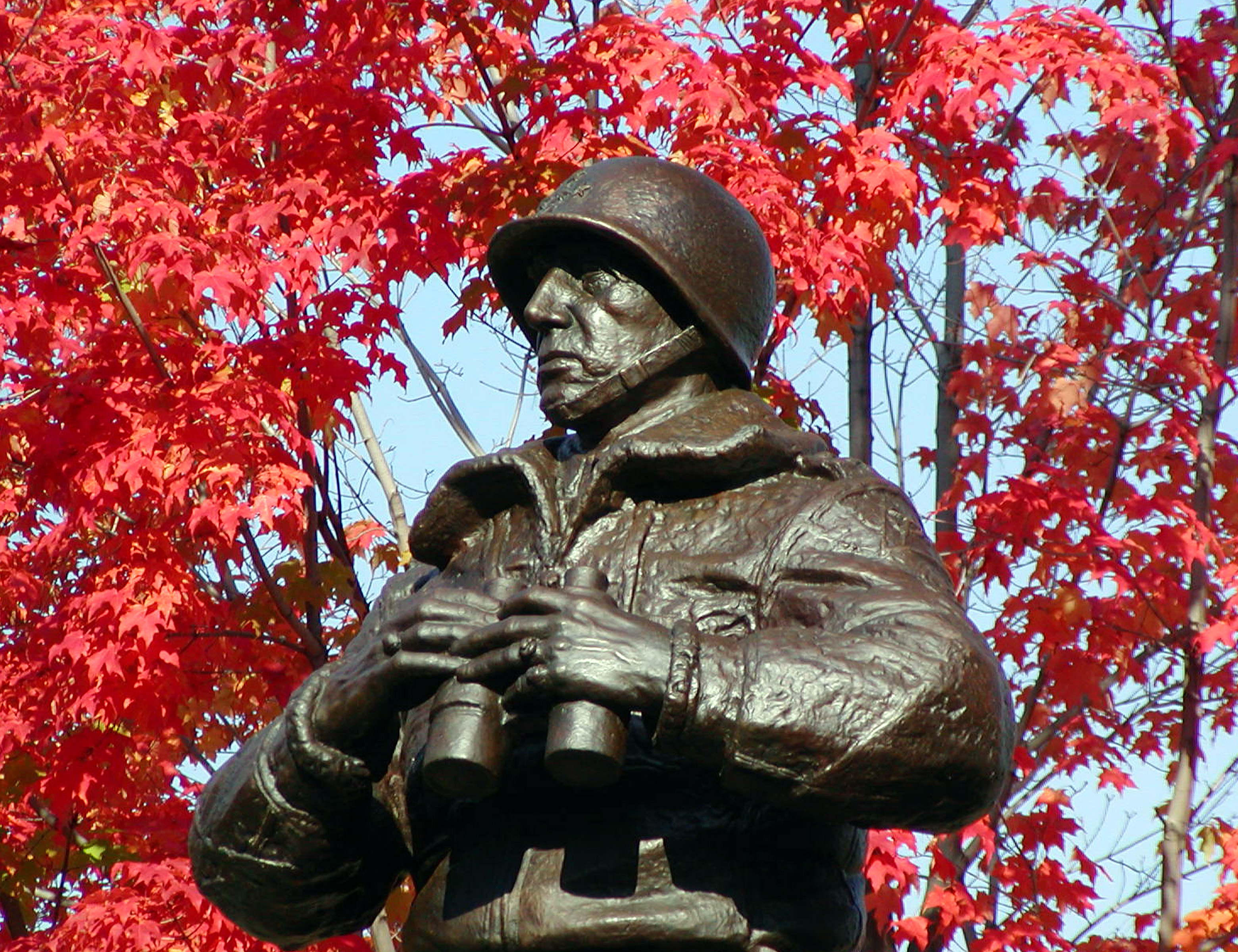
Patton Monument  i  West Point
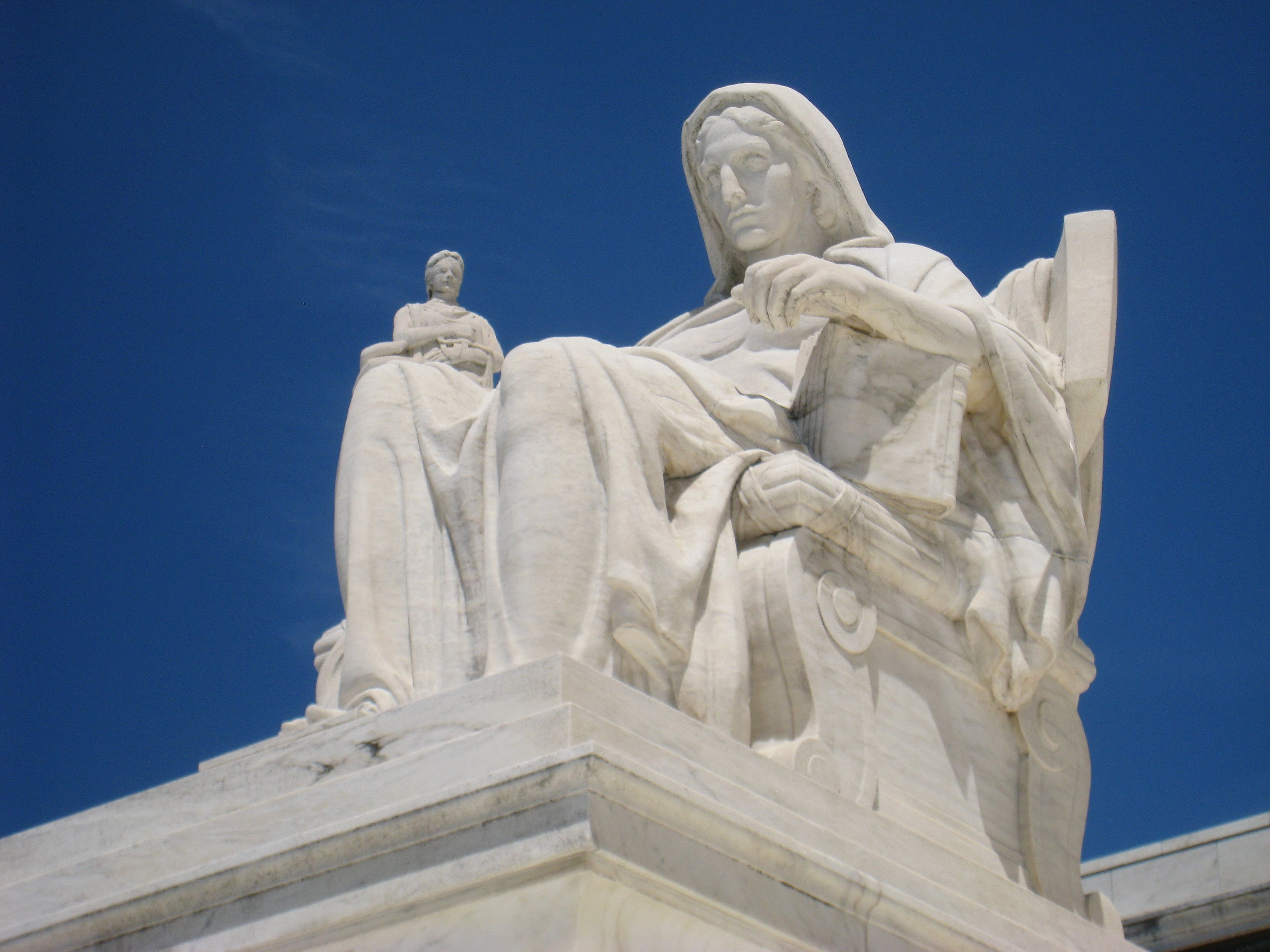
Contemplation of Justice, United States Supreme Court Building i Washington D.C.